# The Visitors (Film)
The Visitors ist ein US-amerikanischer Science-Fiction-Horror-Pornospielfilm des Regisseurs Michael Raven aus dem Jahr 2006.

## Handlung
Der Film erzählt die Geschichte einer Stadt in der junge Frauen eine nach der anderen auf mysteriöse Weise verschwinden. Es stellt sich heraus, dass Außerirdische („Besucher“) die Ursache für das Verschwinden sind.

## Auszeichnungen
Der Film war für 11 AVN Awards nominiert und hat die folgenden Auszeichnungen erhalten:
- 2007: AVN Award – Best DVD Extras
- 2007: AVN Award – Best DVD Menus
- 2006: Empire Award – Best DVD Menu Design